# Miroslav Stankić
Miroslav Stankić (...) è un ex giocatore di football americano serbo con cittadinanza ungherese, che ha giocato nel ruolo di runningback.